# Gare de Zoufftgen
La gare de Zoufftgen est une ancienne gare ferroviaire française de la ligne de Metz-Ville à Zoufftgen, située sur le territoire de la commune de Zoufftgen, dans le département de la Moselle, en région Grand Est.
Fermée par la Société nationale des chemins de fer français (SNCF) durant la seconde moitié du XXe siècle, elle a par la suite été détruite. C'était la dernière gare de la ligne avant le Luxembourg.

## Situation ferroviaire
Établie à 241 mètres d'altitude, la gare de Zoufftgen est située au point kilométrique (PK) 201,114 de la ligne de Metz-Ville à Zoufftgen, entre la gare ouverte de Hettange-Grande et la frontière franco-luxembourgeoise (en direction de la gare de Bettembourg).

## Histoire
En 1962, la gare est en service.
Elle est ensuite fermée. Son bâtiment voyageurs et ses quais ont été ultérieurement détruits.